# Huevo de la coronación imperial
El huevo de la coronación imperial es un huevo de Fabergé fabricado bajo la supervisión del joyero ruso Peter Carl Fabergé en 1897 por los talleres de Fabergé, Mikhail Perkhin y Henrik Wigstrom. El huevo fue hecho para conmemorar a la zarina, emperatriz Alejandra Fiodorovna.
Probablemente el más famoso y conocido de los huevos imperiales, se exhibió con frecuencia en el Museo del Hermitage (específicamente en el Palacio de Invierno) de San Petersburgo, Rusia, y también en varios museos de todo el mundo, en exhibiciones temporales. Actualmente es propiedad del empresario ruso Víktor Vekselberg.

## Diseño

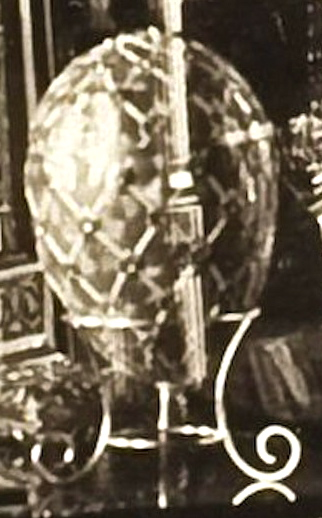
La pieza con su soporte original en 1902, hoy perdido.

Está hecho de oro con esmalte translúcido de color amarillo lima sobre un campo guilloché de destellos de estrellas y hace referencia a la túnica de tela dorada que usó la zarina en su coronación.
Está enrejado con bandas de hojas de laurel de oro verdoso montadas en cada intersección por un águila bicéfala imperial de oro esmaltada en negro opaco, y engastada con un diamante rosa en el pecho. Este patrón también se extrajo de la túnica de coronación que usó la emperatriz.

Monograma imperial de la emperatriz Alexandra Feodorovna.

Un gran retrato de diamante está engastado en la parte superior del huevo dentro de un grupo de diez diamantes brillantes; a través de la tabla de esta piedra, se puede ver el monograma de la Emperatriz. En el otro extremo, más angosto, un diamante de retrato más pequeño está engastado dentro de un grupo de diamantes rosas rodeado por un motivo floral hecho de 20 pétalos angostos de oro. En este extremo del huevo, el diamante del retrato cubre la fecha de 1897 inscrita en una placa similar a la del monograma. El huevo se presentó junto con un soporte de jadeíta acristalado para la exhibición del carruaje a un costo de 5650 rublos. 

## Sorpresa
Dentro de un compartimento forrado de terciopelo hay una réplica precisa, menos de 4 pulgadas (10,2 cm) de largo, de la carroza imperial del siglo XVIII que llevó a la zarina Alejandra a su coronación en la Catedral Uspensky de Moscú.
El color rojo del vehículo original se recreó con esmalte translúcido color fresa y la tapicería azul del interior también se reprodujo en esmalte. El coche está coronado por la Corona Imperial en diamantes rosas y seis águilas bicéfalas en el techo; está equipado con ventanas de cristal de roca grabadas y llantas de platino decoradas con un enrejado de diamantes engastados en oro y un águila imperial en diamantes en cada puerta. La miniatura se completa con ruedas móviles, puertas que se abren, amortiguadores de resorte reales y una pequeña escalera plegable.
Las sorpresas que se han perdido incluyen un colgante de esmeralda o diamante que colgaba dentro de la réplica del carruaje, un soporte de jadeíta con cubierta de vidrio para la exhibición del carruaje, así como un soporte hecho de alambre de plata dorada.

## Historia

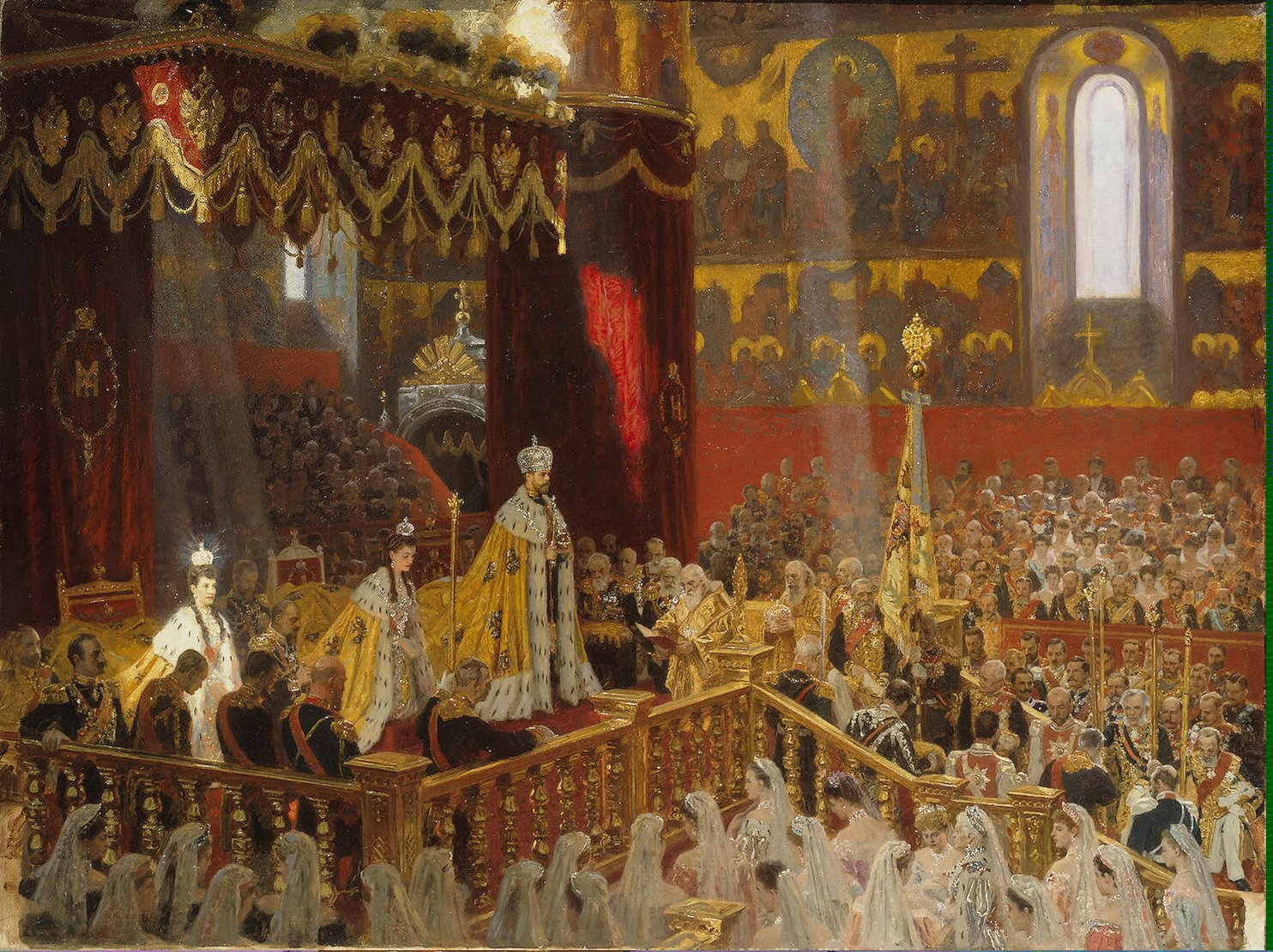
Los últimos soberanos Romanov en su Misa de Coronación, pintura de Laurits Regner Tuxen, 1898.

La coronación del Zar Nicolás II y su esposa, la Emperatriz Alejandra Fiodorovna fue el catalizador para la creación de este huevo, para celebrar el evento histórico. La coronación del 14 de mayo de 1896 fue un día de júbilo y orgullo para los Romanov, celebrado por multitudes de espectadores. La nobleza rusa y los invitados se reunieron en el día ortodoxo oriental de la Dormición, la muerte de María, dentro de la Catedral de Uspensky para la coronación real. El trono del Zar, el antiguo trono de Miguel I de Rusia, estaba incrustado con 870 diamantes, rubíes y perlas. El trono de la zarina, el famoso trono de marfil de Iván el Grande, también estaba incrustado con una vasta colección de joyas y piedras preciosas raras.
La carroza de oro en miniatura, que se puede quitar del interior del huevo, es una réplica de la Carroza de Oro de Catalina la Grande de 1793, que se utilizó para transportar a los últimos gobernantes Romanov de ceremonia en ceremonia en la semana de la coronación. Otro artefacto utilizado en la coronación del reinado de Catalina fue la corona de diamantes de nominada Corona Imperial de Rusia, hecha por Jérémie Pauzié en 1762.

## Propietarios

### Originales

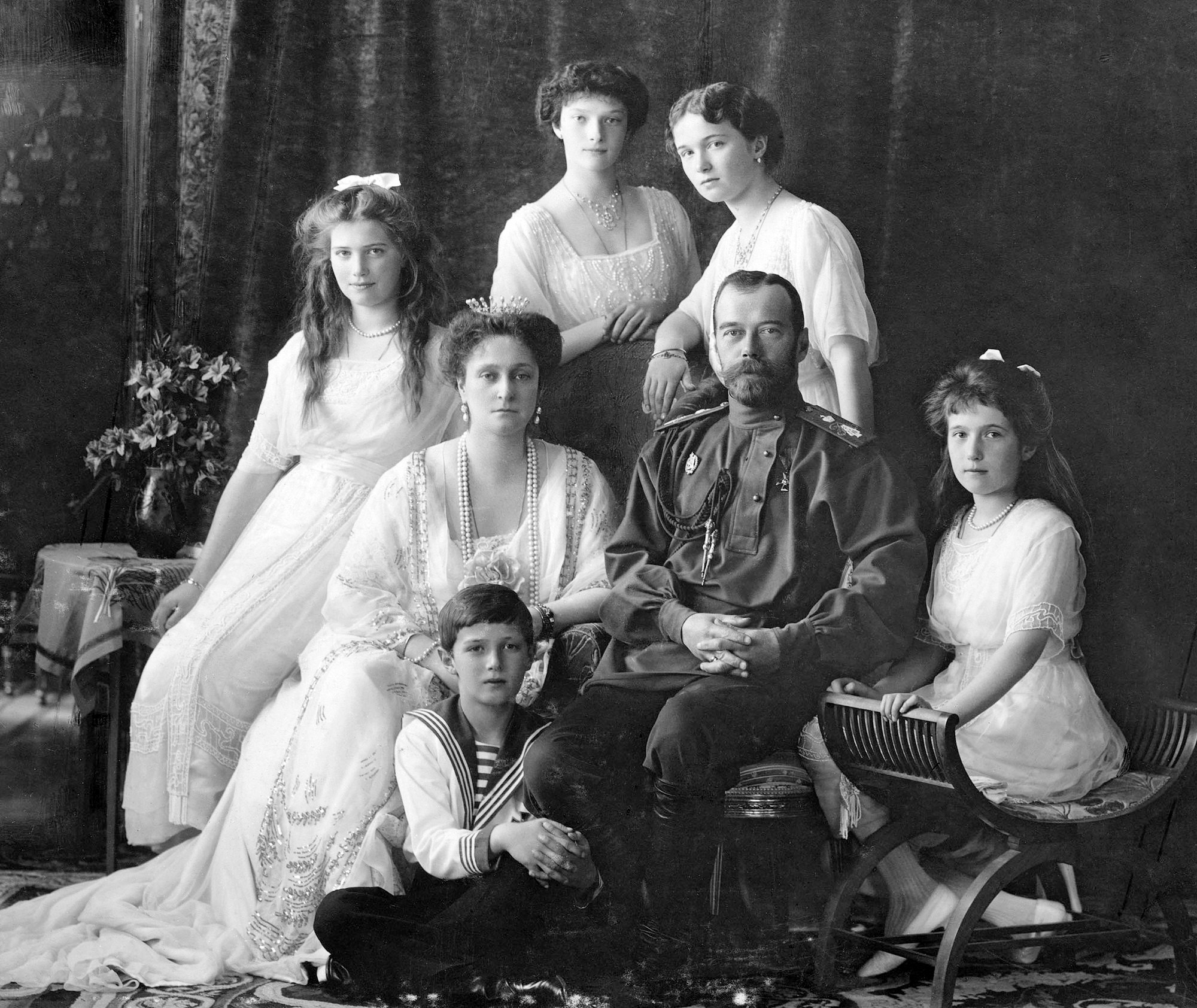
La familia imperial, 1913; De izquierda a derecha, sentados: gran duquesa María y la zarina Alejandra; el zarevich Alexei; el zar Nicolás II; gran duquesa Anastasia; de pie: gran duquesa Tatiana, gran duquesa Olga.

El huevo se entregó por primera vez a la zarina Alejandra de la Rusia imperial en la Pascua de 1897. El huevo se exhibió en el apartamento de la emperatriz en el Palacio de Invierno de San Petersburgo, descansando en un carruaje enjoyado. Tras la caída de la dinastía Romanov, el huevo fue confiscado por el Gobierno Provisional en 1917 y figuraba entre los tesoros extraídos del Palacio Anichkov. Luego fue enviado al Kremlin y finalmente transferido al Sovnarkom en 1922 para su venta.

### Posteriores
El huevo fue comprado en 1927 por Emanuel Snowman para Wartski, una firma familiar de comerciantes de arte y antigüedades en Londres. Luego, se vendió al coleccionista Charles Parsons en 1934, pero Wartski lo volvió a adquirir en 1945 y permaneció en la empresa hasta su venta en marzo de 1979 a Malcolm Forbes por 2,16 millones de dólares, junto con el huevo de lirios del valle.
En 2004, la casa de subastas Sotheby's iba a vender nueve huevos de Fabergé, incluido el huevo de la coronación imperial; sin embargo, el 4 de febrero de 2004, Sotheby's anunció que más de 180 piezas de arte de Fabergé, incluidos los 9 raros huevos de Fabergé, se habían retirado de la subasta y vendido de forma privada a Viktor Vekselberg. El precio de venta oficial del huevo de la coronación a Vekselberg nunca fue revelado públicamente por Sotheby's, lo que generó muchas especulaciones. Sin embargo, CNN informó al día siguiente de la venta que "... fue una oferta muy seria que la familia Forbes aceptó". En un documental de BBC Four de 2013, Vekselberg reveló que había gastado poco más de 100 millones de dólares en la compra de los 9 huevos Fabergé.

## En la cultura popular
La película de James Bond, Octopussy (1983), narra la misteriosa aparición de un huevo de coronación falsificado en una fiesta en la residencia del embajador británico en Berlín Oriental. La trama de la película está adaptada del cuento de Ian Fleming de 1963 " La propiedad de una dama".
Un modelo exacto del huevo se representó en la película Ocean's Twelve (2004). La réplica fue producida por el estudio de diseño Vivian Alexander, popular por recrear artículos de joyería famosos para fines públicos y privados. La réplica tiene un valor aproximado de 4000 dólares. En la película, el huevo fue robado en un gran atraco de un museo en Roma.
Una réplica del huevo, junto con el carruaje sorpresa, aparecen en el primer episodio de la serie The Romanoffs (2018).